# شاگان
شاگان (به لاتین: Şağan) یک منطقهٔ مسکونی در جمهوری آذربایجان است که در باکو واقع شده‌است. شاگان ۳٬۱۹۱ نفر جمعیت دارد.